# Esko (Minnesota)
Esko est une census-designated place située dans le comté de Carlton, dans l’État du Minnesota, aux États-Unis. Lors du recensement de 2020, elle comptait 2 082 habitants.